# Khanim Balajayeva
Khanim Balajayeva (en azerí: Xanım Balacayeva) (Bakú, 28 de marzo de 2001) es una ajedrecista azerbaiyana. La FIDE le concedió el título de maestro internacional en 2023.

## Trayectoria
En febrero de 2018, Balajayeva ganó el campeonato femenino de Azerbaiyán, superando a Gunay Mammadzada en el desempate, al haber obtenido ambas jugadoras 6½ puntos de 9.

## Competiciones por equipos
En la 42ª Olimpiada de Ajedrez, que se celebró en Bakú (Azerbaiyán) en septiembre de 2016, por derecho de los anfitriones del torneo, Azerbaiyán estuvo representado por tres equipos. Balajayeva jugó en el tablero dos del tercer equipo azerbaiyano en la sección femenina. El equipo terminó el torneo en el puesto 30, mientras que Balajayeva sumó 7½ puntos de 11 partidas.
Volvió a jugar en el equipo de Azerbaiyán en el Campeonato Mundial de Ajedrez Femenino por Equipos en 2017 en Janti-Mansisk (Rusia).
En la 43ª Olimpiada de Ajedrez, que tuvo lugar en Batumi, Georgia, en septiembre-octubre de 2018, Balajayeva representó a Azerbaiyán en el evento femenino jugando en el tablero tres y obtuvo 7 puntos de 9. Su puntuación de rendimiento fue de 2522, lo que le valió la medalla de oro en el tablero 3. El equipo terminó el torneo en el décimo puesto.